# ワレリー・ボルゾフ

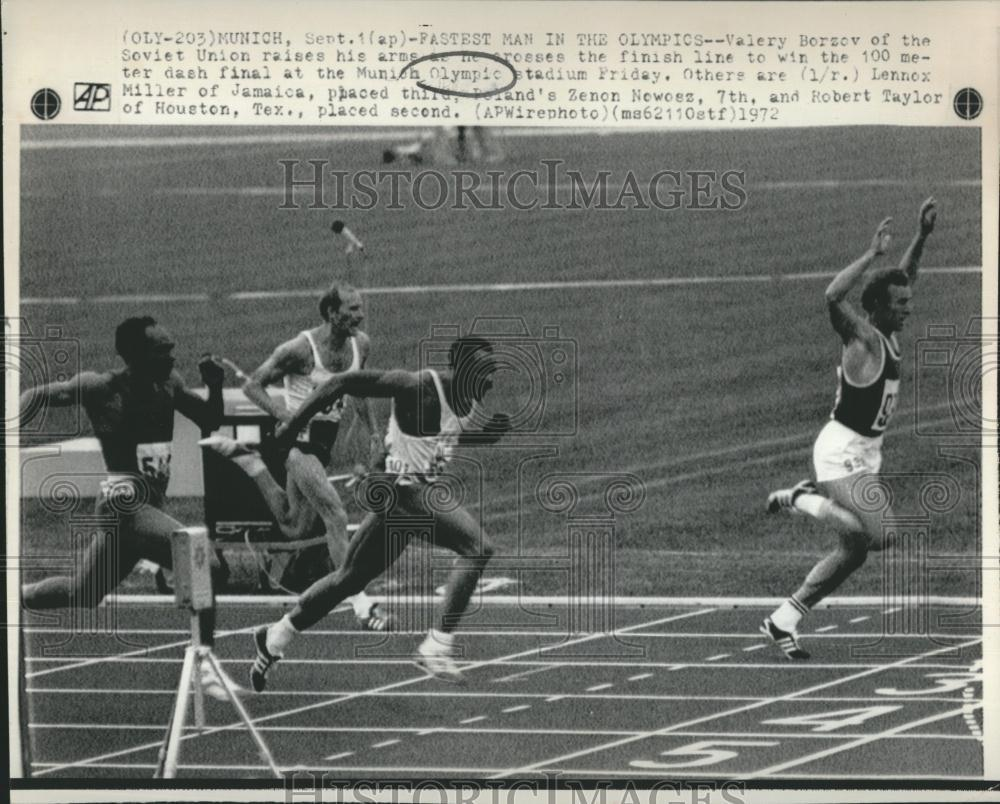
1972年ミュンヘンオリンピックの100mで優勝したボルゾフ（右）

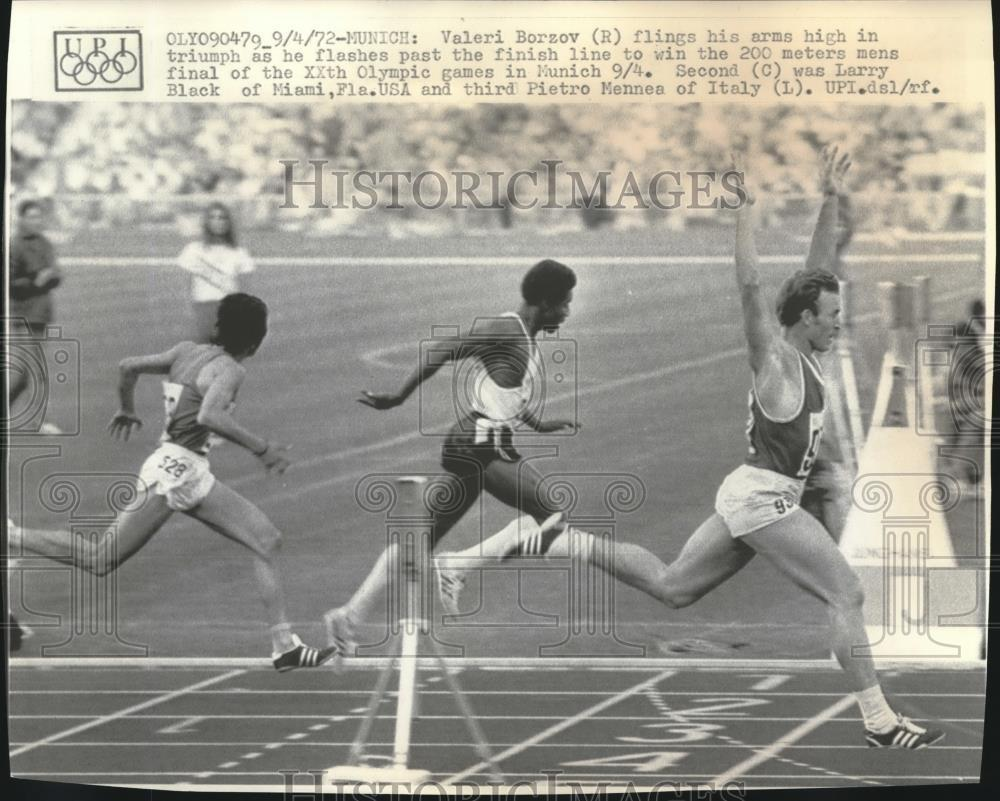
1972年ミュンヘンオリンピックの200mで優勝したボルゾフ（右）

ワレリー・ボルゾフ（Valery Borzov、1949年10月20日 - ）は、旧ソビエト連邦の陸上競技男子短距離選手である。妻は体操競技選手のリュドミラ・ツリシチェワである。

## 主な成績
- 1972年ミュンヘンオリンピック100m金メダル、200m金メダル
- 1976年モントリオールオリンピック100m銅メダル

## プロフィール
- 1970年代に活躍した欧州を代表する男子短距離選手のひとりであった。
- 1972年ミュンヘンオリンピック100mでは優勝候補と見られたアメリカ選手2名が招集時間に間に合わず出場できなかったうえ、優勝タイムが10秒14と平凡な記録であったため、一部マスコミからタナボタ優勝と揶揄されたが、200mでは20秒00の好タイム（当時シーズン最高タイム）で優勝し、100mでの懸念材料を一掃した。
- 1976年モントリオールオリンピックでも100mで銅メダルを獲得した。